# La reina del miedo
La reina del miedo es una película dramática argentina - danesa estrenada el 22 de marzo de 2018 codirigida, escrita y protagonizada por Valeria Bertuccelli. Se trata de su ópera prima como realizadora.
La cinta tuvo su estreno mundial en el Festival de Sundance durante las proyecciones de la sección World Cinema, donde se hizo con el único premio que entregó el certamen a mejor actriz para Valeria Bertuccelli como un premio especial del jurado.

## Reparto
- Valeria Bertuccelli como Robertina
- Diego Velázquez como Lisandro
- Sary López como Elisa
- Mercedes Scápola como la depiladora
- Gabriel Goity como Alberto
- Darío Grandinetti como el marido de Robertina
- Marta Lubos como Vivian
- Mario Alarcón como Ángel

## Tráiler
Se presentó por primera vez un primer adelanto o tráiler oficial de la película, cuyo estreno será el 22 de marzo de 2018 tras el exitoso desempeño en el festival de Sundance.

## Premios y nominaciones

### Participación en festivales de cine
| Festival             | Fecha de evento           | Categoría                            | Premio   |       |
| -------------------- | ------------------------- | ------------------------------------ | -------- | ----- |
| Festival de Sundance | 18 al 28 de enero de 2018 | World Cinema                         | Nominado | [ 5 ] |
| Festival de Sundance | 18 al 28 de enero de 2018 | Premio Especial del Jurado Actuación | Ganador  | [ 5 ] |